# Kladderadatsch
Kladderadatsch («Кла́ддерадач», букв. «Трам-тарарам», «Трах-тарарах», звукоподражательное выражение берлинского диалекта о чём-то падающем вниз и разбивающемся вдребезги) — немецкий литературно-художественный иллюстрированный еженедельный журнал политической сатиры, издававшийся в Берлине в 1848—1944 годах.
Журнал был основан берлинским либеральным юмористом Давидом Калишем, сыном еврейского коммерсанта и известным автором лёгких комедий, совместно с Эрнстом Домом и Рудольфом Лёвенштейном. Первый выпуск Kladderadatsch тиражом в 4 тысяч экземпляров увидел свет 7 мая 1848 года и был полностью раскуплен в тот же день. По случаю празднования тысячного выпуска журнала композитор Рудольф Биаль в 1866 году сочинил «Юбилейный марш Kladderadatsch». Позднее при главном редакторе Иоганнесе Трояне журнал придерживался национал-либеральных взглядов и поддерживал политику Отто фон Бисмарка.
После Первой мировой войны издательство Hofmann продало журнал компании промышленника Гуго Стиннеса. В итоге журнал стал рупором правых сил и подвергал жёсткой критике умеренных политиков Веймарской республики. Уже с 1923 года журнал стал поддерживать Гитлера и национал-социализм. Карикатуры в журнале всё чаще обращались к антисемитской и расистской тематике.